# Koeten
De koeten (Fulica) zijn een geslacht van vogels uit de familie van de rallen (Rallidae). De wetenschappelijke naam Fulica is gepubliceerd in 1758 door Linnaeus in Systema naturae.

## Kenmerken
Koeten zijn middelgrote (35 tot hoogstens 64 cm lang), overwegend zwart gekleurde vogels. Een opvallend kenmerk van alle soorten koeten is de "bles" op het voorhoofd en de gekleurde of witte snavel. De vogels zijn betrekkelijk gemakkelijk waar te nemen omdat ze zich vaak zwemmend in open wateren bevinden. 

## Verwantschap
De zeekoet behoort niet tot deze groep, maar tot de alken (Alcidae). Fulica is nauw verwant aan  Gallinula (waterhoentjes). Van de meer dan tien soorten komen er zeven soorten voor in de Nieuwe Wereld.

## Verspreiding
De meerkoet is in Europa het meest bekend en heeft een groot verspreidingsgebied dat reikt tot ver in Azië en Australië en dat heeft zich uitgebreid tot Nieuw-Zeeland.  

## Soorten
Dit geslacht telt de volgende elf soorten, waarvan één is uitgestorven:
- Fulica alai  – Hawaiimeerkoet
- Fulica americana  – Amerikaanse meerkoet
- Fulica ardesiaca  – Punakoet
- Fulica armillata  – Roodbandkoet
- Fulica atra – Meerkoet
- Fulica cornuta – Hoornkoet
- Fulica cristata – Knobbelmeerkoet
- Fulica gigantea – Reuzenkoet
- Fulica leucoptera – Witvleugelkoet
- Fulica rufifrons – Roodschildkoet

### Uitgestorven
- † Fulica newtonii – Maskarenenkoet

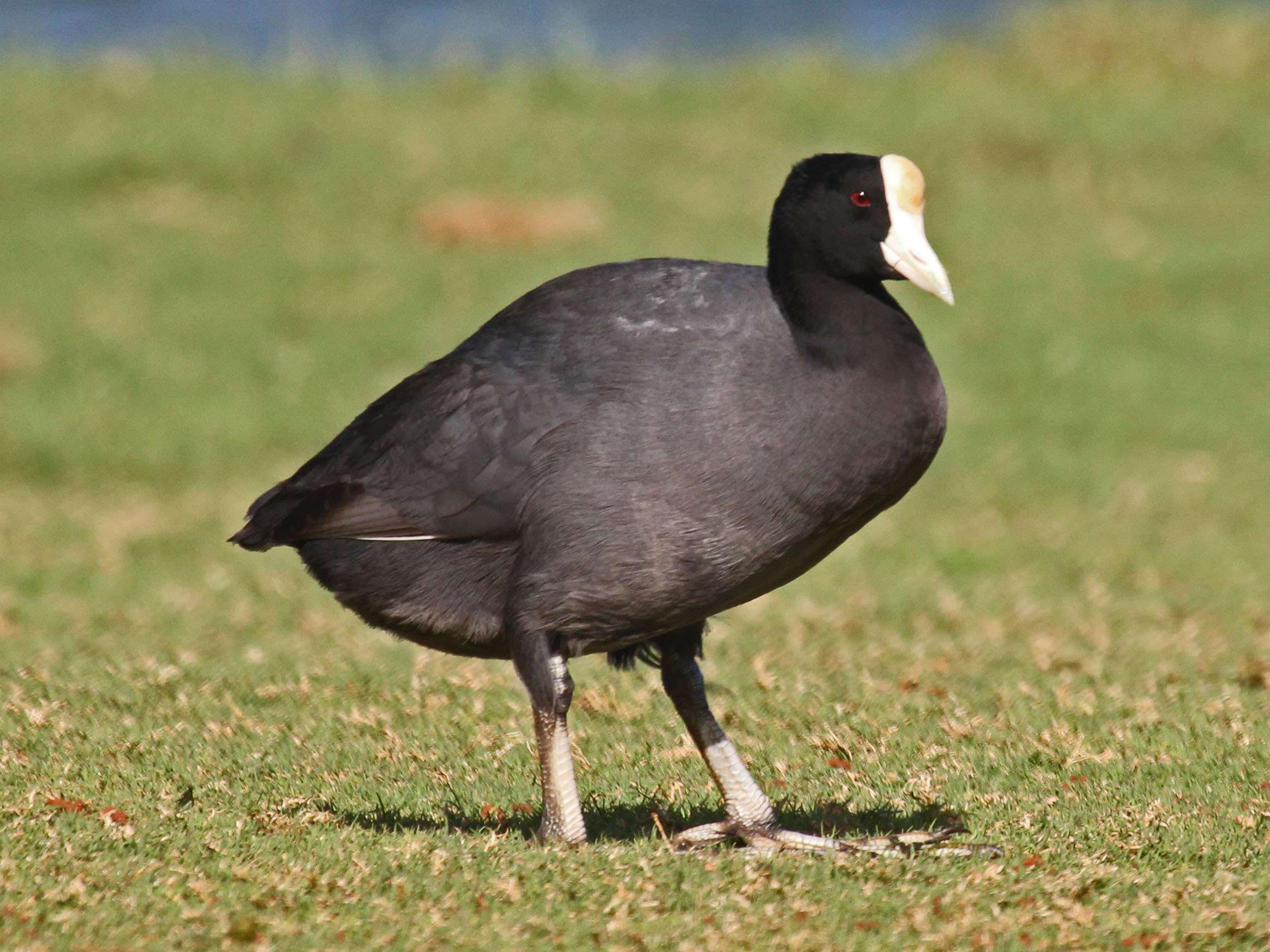
Hawaiimeerkoet
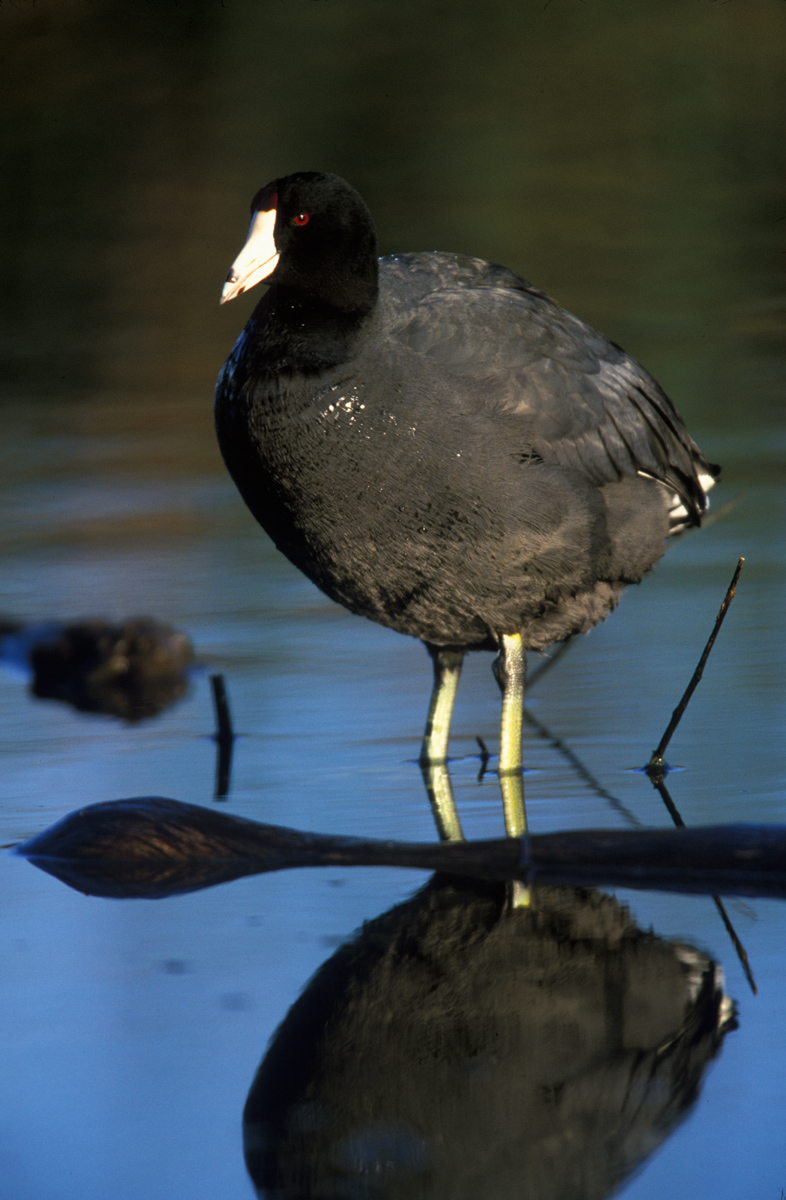
Amerikaanse meerkoet
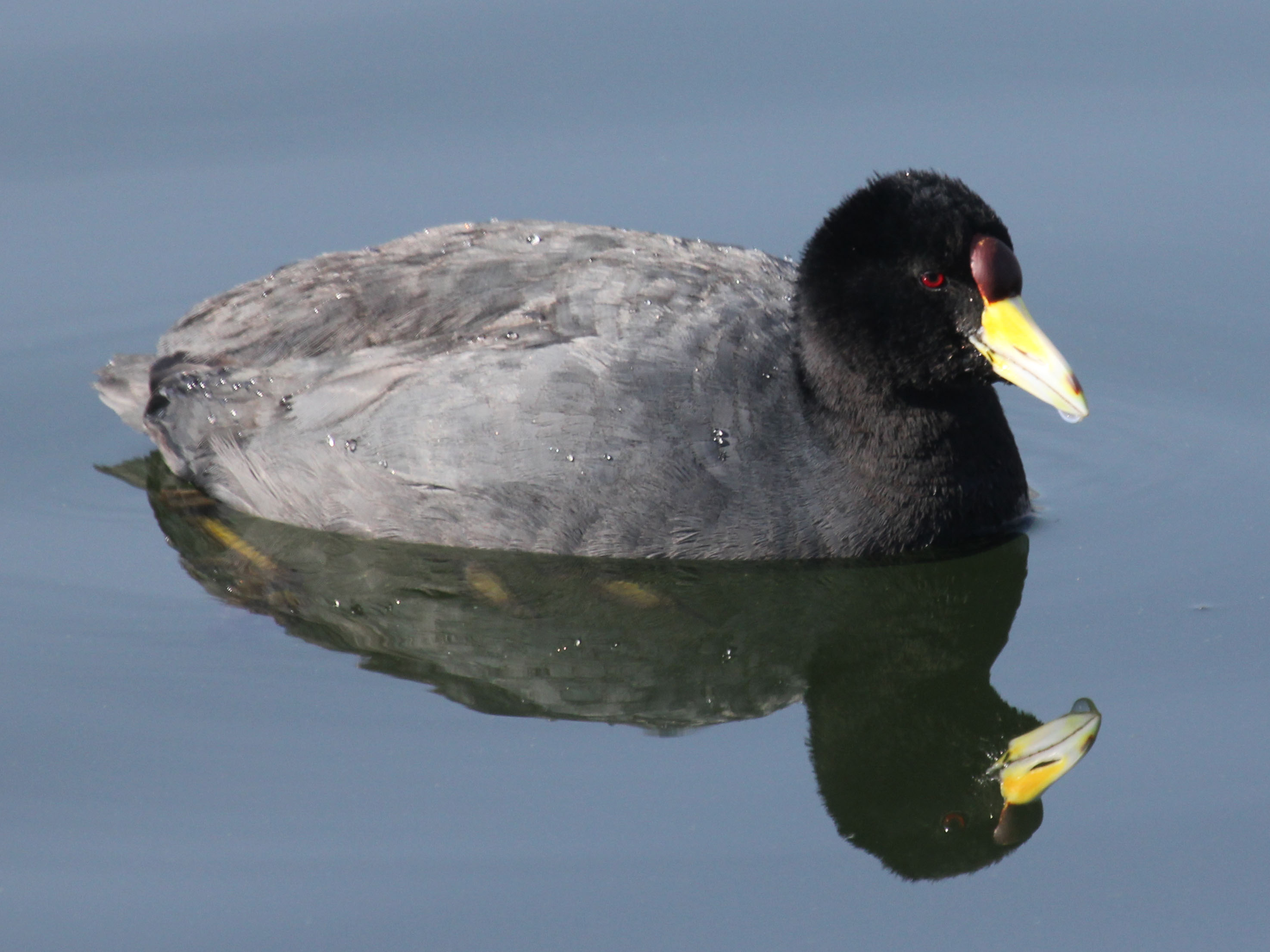
Punakoet
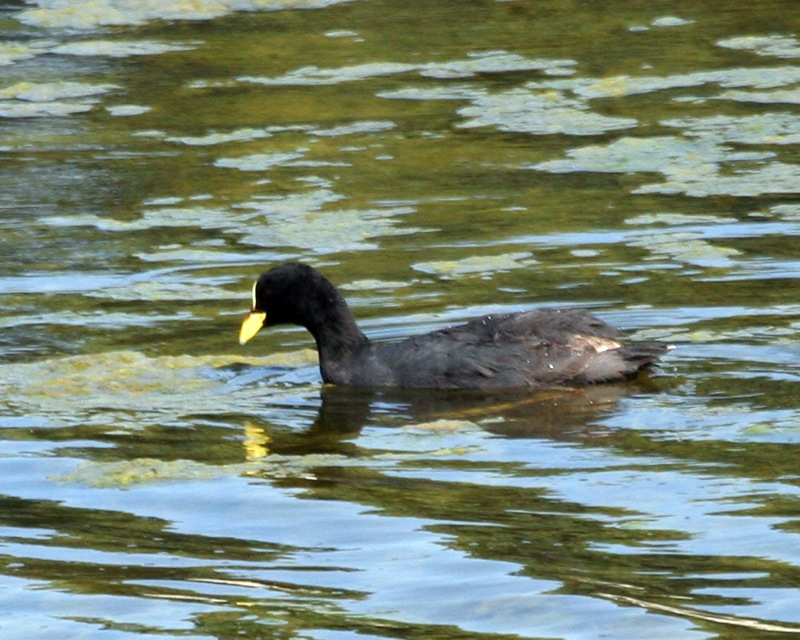
Roodbandkoet
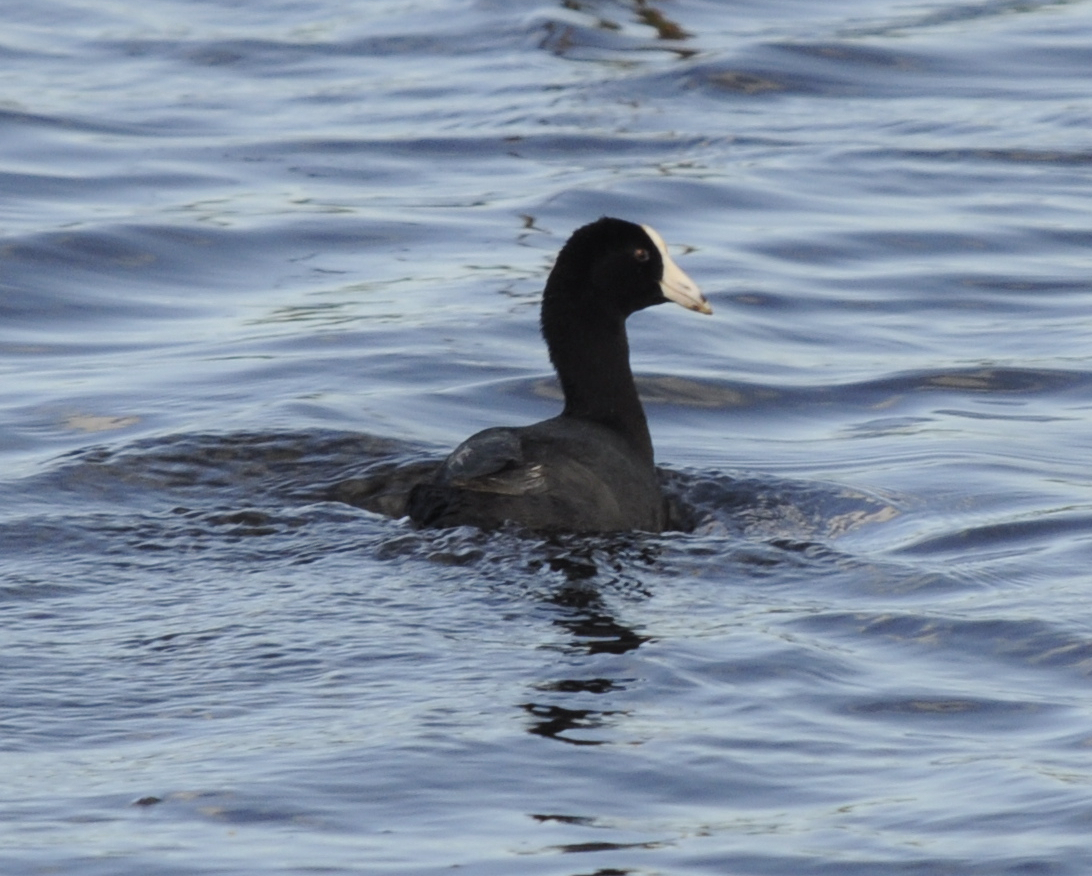
Caribische koet
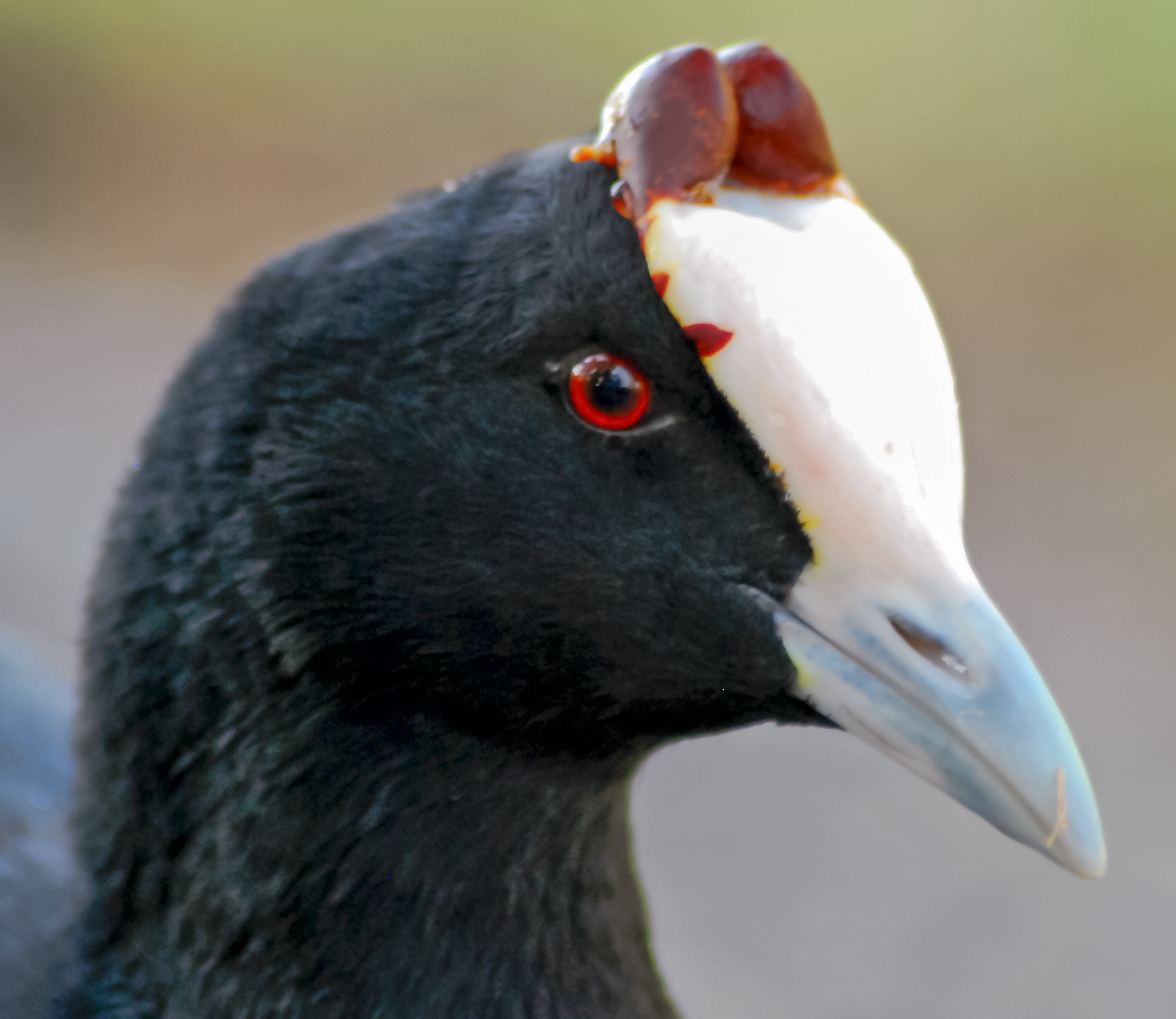
Knobbelmeerkoet
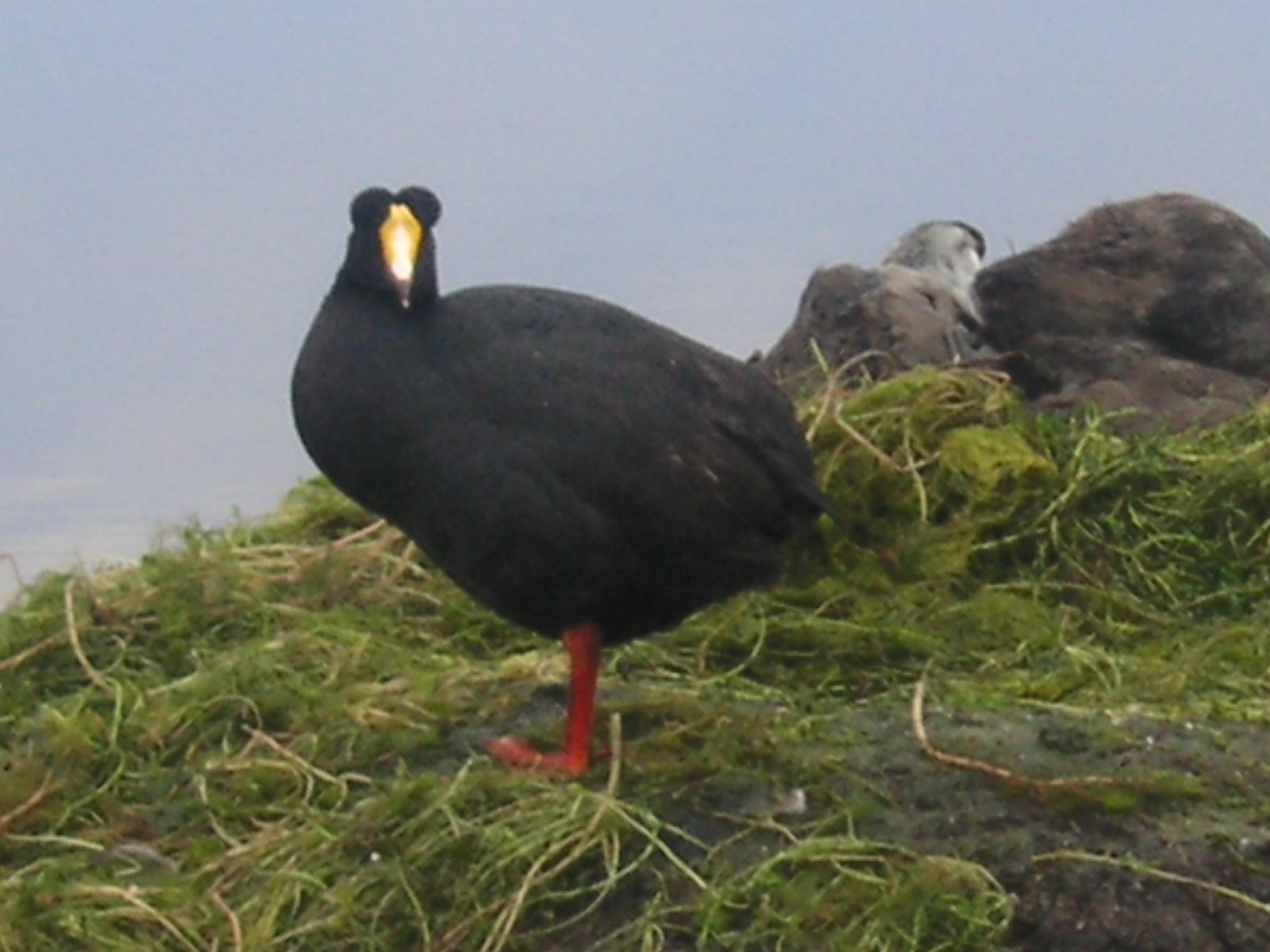
Reuzenkoet
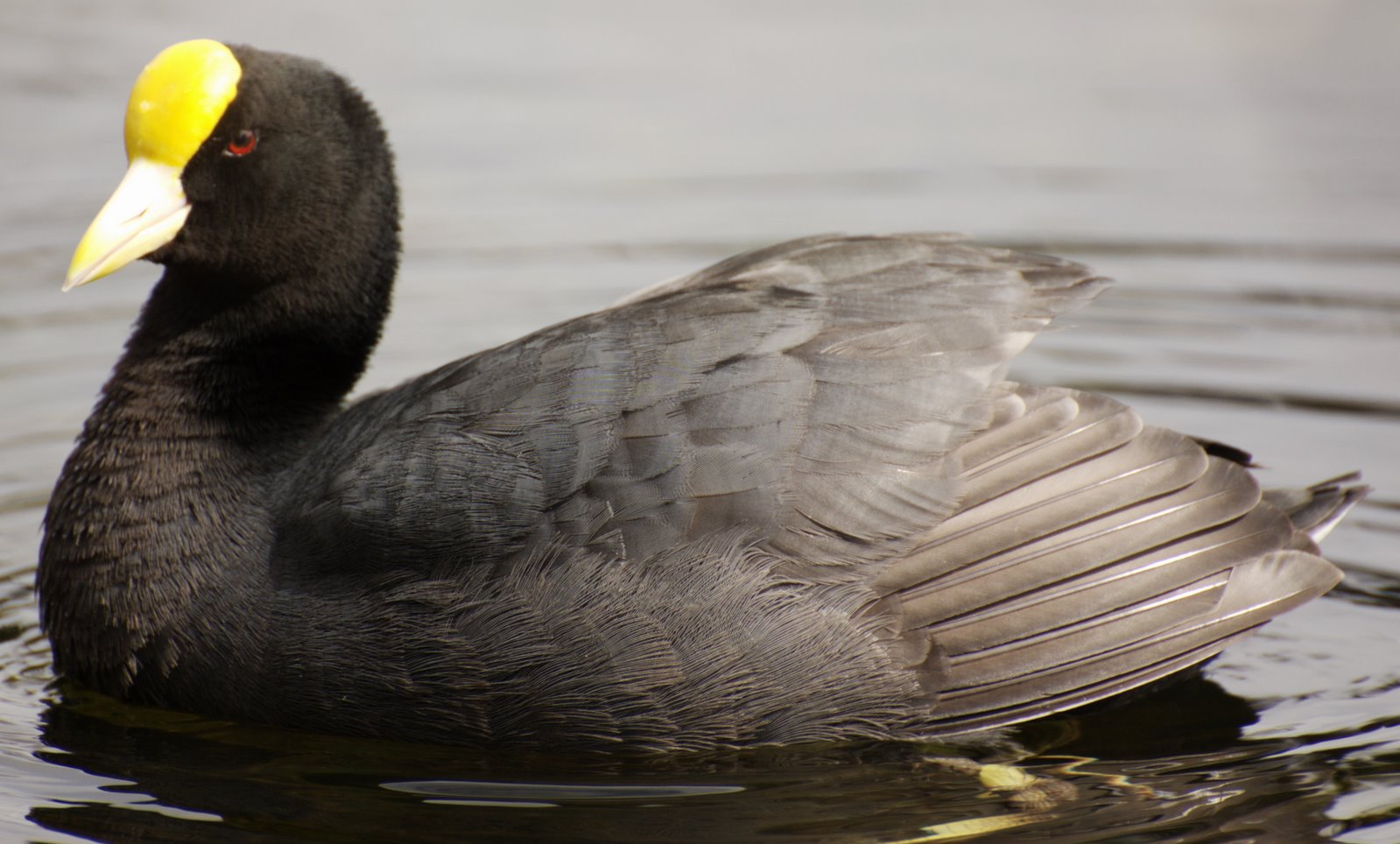
Witvleugelkoet
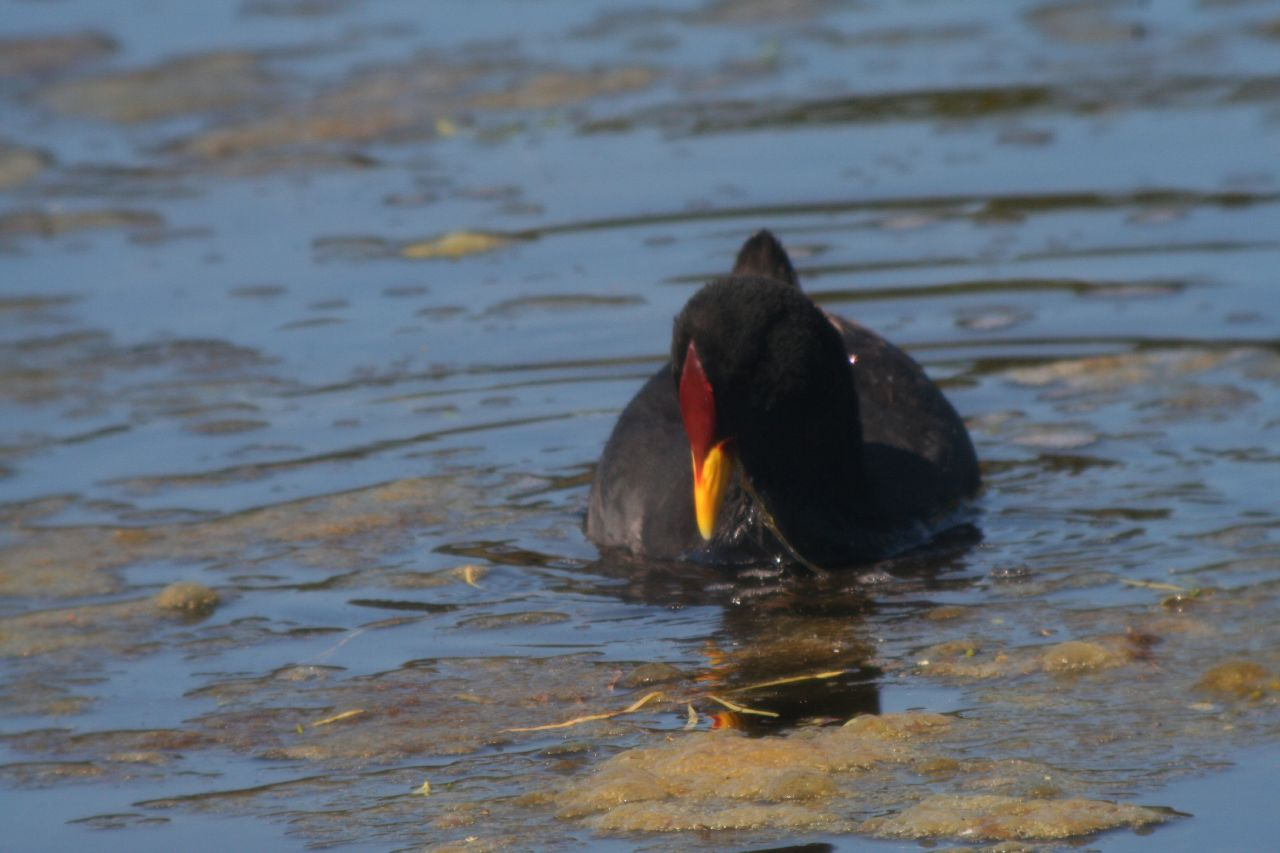
Roodschildkoet